# トーマス・クレッチマン
トーマス・クレッチマン（Thomas Kretschmann, 1962年9月8日 - ）は、ドイツの俳優。身長178cm、体重83kg。

## 生い立ち
ドイツ民主共和国（東ドイツ）のデッサウで生まれる。ナショナルチームの水泳選手として1980年のモスクワオリンピックの候補になった。実際には出場前に亡命して出場していない。19歳の時、ハンガリー、ユーゴスラヴィアを経由して、警備の薄いオーストリア国境を徒歩で越えて西側に逃れ、西ドイツへ亡命した。このとき指の一部を欠損、その欠損した部分は後に手術を受け修復している。

## キャリア
亡命後、演劇に興味を持つようになり、アルバイトで学費を稼ぎながら3年間演劇学校に通った後、劇団シーレテアターに加わる。舞台経験を経るとともに、1989年には映画初出演。1991年、テレビ映画『Der Mitwisser』の主役を獲得し、マックス・オフュルス新人男優賞を受賞。1993年、『スターリングラード』にフォン・ヴィッツラント少尉の役で出演。
次第に映画への出演も増え、2002年にハリウッド映画『ブレイド2』に出演。同年アカデミー賞受賞作『戦場のピアニスト』でドイツ将校ヴィルム・ホーゼンフェルト役。2003年にはテレビシリーズ『24 -TWENTY FOUR-』2回分にゲスト出演。
2004年に『ヒトラー 〜最期の12日間〜』のヘルマン・フェーゲライン役。2005年にはピーター・ジャクソンの『キング・コング』にエングルホーン船長役で出演。同年、テレビ映画『Fürchtet Euch Nicht! – Das Leben Papst Johannes Pauls II』で若き日のヨハネ・パウロ2世を演じた。
2006年、ドイツで実際に起きた猟奇事件を題材にした映画『Rohtenburg (Butterfly, a Grimm Love Story)』に主演したが、主人公のモデルとなった服役囚アルミン・マイヴェスがフランクフルト地方裁判所に上映差し止めを請求、直前になって公開中止命令が下された（アメリカなどで順次公開されているが、ドイツでは現在も係争中）。

## 私生活
結婚していたが2009年に離婚した（2人の間には1998年、1999年、2002年生まれの3人の子供がいる）。同年3月から2010年6月までイラン人のシャーマイン・シャリヴァーと交際していた。

## 出演作品

### 映画
| 公開年 | 邦題 原題                                                                      | 役名                                                          | 備考                                      |
| ------ | ------------------------------------------------------------------------------ | ------------------------------------------------------------- | ----------------------------------------- |
| 1992   | 嵐の中で輝いて Shining Through                                                 | チューリッヒ駅の男                                            |                                           |
| 1993   | スターリングラード Stalingrad                                                  | ハンス・フォン・ヴィッツラント                                |                                           |
| 1994   | 王妃マルゴ La Reine Margot                                                     | ナンセー                                                      |                                           |
| 1996   | スタンダール・シンドローム La Sindrome di Stendhal                             | アルフレード・グロッシ                                        |                                           |
| 1997   | トータルリアリティ Total Reality                                               | チュニス司令官                                                | 日本劇場未公開                            |
| 1997   | エクスカリバー Prince Valiant                                                  | タグナー                                                      | 別題『エクスカリバー戦記』 日本劇場未公開 |
| 1998   | ミス・ダイヤモンド Die Diebin                                                  | ティム                                                        | テレビ映画                                |
| 2000   | ポイズン Poison                                                                | ジョニー                                                      | テレビ映画                                |
| 2000   | U-571                                                                          | ギュンター・バスナー艦長                                      |                                           |
| 2001   | クライマー Feindliche ・ernahme - althan.com                                   | Robert Fernau                                                 | 日本劇場未公開                            |
| 2001   | ナイト・オブ・ゴッド Cavalieri che fecero l'impresa, I                         | Vanni delle Rondini                                           | 日本劇場未公開                            |
| 2002   | ブレイド2 Blade II                                                             | ダマスキノス                                                  |                                           |
| 2002   | 戦場のピアニスト The Pianist                                                   | ヴィルム・ホーゼンフェルト大尉                                |                                           |
| 2003   | マイ・ファーザー 〜死の天使〜 My Father, Rua Alguem 5555                       | ハーマン                                                      |                                           |
| 2004   | Uボート 最後の決断 In Enemy Hands                                              | ゲルハルト・クレマー                                          |                                           |
| 2004   | ゴッド・ディーバ Immortel                                                      | アルシッド・ニコポル                                          |                                           |
| 2004   | ヒトラー 〜最期の12日間〜 Der Untergang                                        | ヘルマン・フェーゲライン                                      |                                           |
| 2004   | バイオハザードII アポカリプス Resident Evil: Apocalypse                        | ティモシー・ケイン少佐                                        |                                           |
| 2004   | トリコロールに燃えて Head in the Clouds                                        | ビートリッヒ                                                  |                                           |
| 2004   | デュカリオン Frankenstein                                                      | ヴィクター・ヘリオス                                          |                                           |
| 2005   | キング・コング King Kong                                                       | エングルホーン船長                                            |                                           |
| 2005   | 聖なる予言 The Celestine Prophecy                                              | ウィル                                                        | 日本劇場未公開                            |
| 2007   | NEXT -ネクスト- Next                                                           | Mr.スミス                                                     |                                           |
| 2007   | ヒトラーの審判 〜アイヒマン、最後の告白〜 Eichmann                             | アドルフ・アイヒマン                                          | 日本劇場未公開                            |
| 2008   | ナチスの墓標 レニングラード捕虜収容所 In Tranzit                               | マックス                                                      | 日本劇場未公開                            |
| 2008   | 暴走特急 シベリアン・エクスプレス Transsiberian                                | コルザック                                                    | 日本劇場未公開                            |
| 2008   | ウォンテッド Wanted                                                            | クロス                                                        |                                           |
| 2008   | シーウルフ Der Seewolf                                                         | ウォルフ                                                      | テレビ映画                                |
| 2008   | ハイジャック181 Mogadischu                                                     | Kapitän Jürgen Schumann                                       | テレビ映画                                |
| 2008   | ワルキューレ Valkyrie                                                          | オットー・エルンスト・レーマー少佐                            |                                           |
| 2009   | ヴィクトリア女王 世紀の愛 The Young Victoria                                   | ベルギー国王レオポルド                                        |                                           |
| 2010   | ザ☆ビッグバン!! The Big Bang                                                   | フライザー                                                    |                                           |
| 2011   | カーズ2 Cars2                                                                  | ザンダップ教授                                                | 声の出演                                  |
| 2011   | ホステル3 Hostel: Part III                                                     | フレミング                                                    | ビデオ映画                                |
| 2012   | ダリオ・アルジェントのドラキュラ Dracula 3D                                    | ドラキュラ伯爵                                                |                                           |
| 2013   | オープン・グレイヴ 感染 Open Grave                                             | ルーカス                                                      |                                           |
| 2013   | スターリングラード 史上最大の市街戦 Stalingrad                                 | カーン大尉                                                    | 日本劇場未公開                            |
| 2014   | キャプテン・アメリカ/ウィンター・ソルジャー Captain America The Winter Soldier | ヴォルフ・ガング・フォン・ストラッカー / バロン・ストラッカー | カメオ出演                                |
| 2014   | プラスティック Plastic                                                         | マルセル                                                      |                                           |
| 2015   | アベンジャーズ/エイジ・オブ・ウルトロン Avengers: Age of Ultron                | ヴォルフ・ガング・フォン・ストラッカー / バロン・ストラッカー | [ 2 ]                                     |
| 2015   | ヒットマン:エージェント47 Hitman: Agent 47                                     | ル・クラーク                                                  | 日本劇場未公開                            |
| 2016   | アメリカン・レポーター Whiskey Tango Foxtrot                                   | 旅客機の乗客                                                  | 日本劇場未公開                            |
| 2016   | セントラル・インテリジェンス Central Intelligence                              | The Buyer                                                     |                                           |
| 2016   | コードネーム:ストラットン Stratton                                             | グレゴリー・バロフスキー                                      |                                           |
| 2017   | ザ・セイント The Saint                                                         | マリウス                                                      | テレビ映画                                |
| 2017   | タクシー運転手 約束は海を越えて 택시운전사                                     | ピーター                                                      | 韓国映画                                  |
| 2017   | ジャングル ギンズバーグ19日間の軌跡 Jungle                                     | カール                                                        |                                           |
| 2018   | ブルータル・ジャスティス Dragged Across Concrete                               | ヴォーゲルマン                                                |                                           |
| 2018   | バルーン 奇蹟の脱出飛行 Ballon                                                 | ザイデル中佐                                                  | [ 4 ]                                     |
| 2018   | EVIL エヴィル Discarnate                                                       | メイソン                                                      | 日本劇場未公開                            |
| 2020   | アーニャは、きっと来る Waiting for Anya                                        | ナチスの下士官                                                |                                           |
| 2023   | インフィニティ・プール Infinity Pool                                           | スレッシュ                                                    |                                           |
| 2023   | インディ・ジョーンズと運命のダイヤル Indiana Jones and the Dial of Destiny     | ウェーバー大佐                                                |                                           |
| 2023   | グランツーリスモ Gran Turismo                                                  | パトリス・キャパ                                              | [ 5 ]                                     |
| 2024   | パラベラム 殺し屋の流儀 American Star                                          | トーマス                                                      | 日本劇場未公開                            |

### テレビシリーズ
| 放映年 | 邦題 原題                                        | 役名                       | 備考                                               |
| ------ | ------------------------------------------------ | -------------------------- | -------------------------------------------------- |
| 2003   | 24 -TWENTY FOUR- 24                              | マックス                   | 計2話出演                                          |
| 2007   | BIONIC WOMAN バイオニック・ウーマン Bionic Woman | ザ・マン                   | 計2話出演                                          |
| 2009   | フラッシュフォワード FlashForward                | ステファン                 | 第1シーズン第3話「137ゼクンデン」                  |
| 2011   | ザ・ケープ 漆黒のヒーロー The Cape               | グレゴール                 | 第1シーズン第3話「不死身のマジシャン、コズモ襲名」 |
| 2012   | THE RIVER 呪いの川 The River                     | Kurt Brynildson            | 計8話出演                                          |
| 2018   | ロア〜奇妙な伝説〜 Lore                          | Inspector Georg Reingruber | 計1話出演                                          |